# Lauma Skride
Lauma Skride (Riga, 20 de marzo de 1982) es una pianista letona.

## Biografía
Lauma Skride nació el 20 de marzo de 1982 en Riga, Letonia. El padre de Lauma, Arnolds Skride, dirigió un conjunto musical después de diez años como violinista en el Teatro Dailes. Es hijo adoptivo del pintor Ārijs Skride. Lauma es la menor de tres hermanas, las tres se han dedicado a la música. Comenzó a estudiar piano a la edad de 5 años y luego ingresó en la Academia de Música de Letonia Jāzeps Vītols. También estudió en el Conservatorio de Hamburgo con el profesor Volker Banfield.
En junio de 1998, Skride participó en la novena edición de Eurovision Young Musicians en Viena.
Se dio a conocer a un público más amplio a través de actuaciones a dúo con su hermana Baiba, con quien también lanzó un álbum en marzo de 2007 con obras de Franz Schubert, Ludwig van Beethoven y Maurice Ravel. Su álbum debut en solitario con grabaciones de Fanny Mendelssohn-Hensel fue publicado en enero de 2007. Desde entonces, se ha destaado cada vez más como solista. En 2009 hizo su debut con la hr-Sinfonieorchester y ha aparecido como invitada con orquestas como la Orquesta Sinfónica de Hamburgo y la Staatsphilharmonie Nürnberg.
Skride interpreta en escenarios de todo el mundo y sus conciertos a dúo con su hermana Baiba Skride (violinista) la ayudaron a darse a conocer. Fundó con ella y la violista Lise Berthaud y la violonchelista Harriet Krijgh el Skride Piano Quartet.

## Premios y reconocimientos
- 2008 - Beethoven Ring[6]

## Grabaciones
- 2007 Lauma Skride : Mendelssohn-Hensel - The Year
- 2007 Baiba & Lauma Skride : The Duo Sessions - Beethoven, Schubert, Ravel.